# Alphonse Allaert
Alphonsius Gustaaf „Alphonse” Allaert (ur. 27 października 1872 w Sint-Michiels, zm. w XX wieku) – belgijski łucznik, trzykrotny medalista olimpijski.
Allaert startował na Letnich Igrzyskach Olimpijskich 1920 w Antwerpii.  Podczas tych igrzysk sportowiec sklasyfikowany został w trzech konkurencjach i we wszystkich zdobył medale olimpijskie (złoto – 50 m drużynowo i 33 m drużynowo a srebro z 28 m drużynowo). Wszystkie te konkurencje były jednak słabo obsadzone; w zawodach startowały bowiem dwie ekipy (Belgia i Francja); wyjątkiem było strzelanie drużynowe z 28 m, gdzie złoto zdobyła Holandia.